# Julius Böttcher
Julius Böttcher (* 1886; † 1970) war ein deutscher Lehrer, Heimatforscher, Paläontologe und Fossiliensammler.

## Leben
Julius Böttcher war Lehrer und wirkte als Studienrat in Ohrdruf. Er sammelte in der Umgebung von Ohrdruf Fossilien und legte dabei im Lauf der Jahre eine umfangreiche Sammlung von Fossilien aus der Trias Thüringens an.
Im Herbst 1934 initiierte er die Gründung des Heimatmuseums Schloss Ehrenstein in Ohrdruf und stellte einen großen Teil seiner Fossiliensammlung als Grundstock für das Museum zur Verfügung. Nachdem die erste Abteilung des Museums auf dieser Grundlage am 1. August 1935 eröffnet werden konnte, wurde Julius Böttcher Leiter des Städtischen Heimatmuseums Ohrdruf. 1937 regte er die Bildung einer Arbeitsgemeinschaft zur Erforschung des Oberen Muschelkalks von Thüringen an, wobei er im Rahmen einer Zusammenkunft im Naturkundemuseum in Erfurt am 6. März 1938 einen Vortrag über die Schichtenfolge des Oberen Muschelkalks bei Ohrdruf und ein paar seltene Versteinerungen hielt.
Mit seiner Veröffentlichung über das Muschelkalkmeer um Ohrdruf machte er im Jahr 1938 den in der Umgebung von Ohrdruf aufgefundenen Fossilbestand sowie seine dabei gewonnenen Erkenntnisse bekannt.
Als Paläontologe ist er Erstbeschreiber des triassischen Cephalopoden Germanonautilus tridorsatus (Böttcher 1938).
Im Jahr 1951 übernahm er als Stadtarchivar die Leitung des Stadtarchivs in Ohrdruf. Er beschäftigte sich weiterhin mit der Geschichte von Ohrdruf und veröffentlichte darüber von 1955 bis 1960 ein umfangreiches Werk in vier Bänden.
Er war Mitglied der Westthüringer Heimatvereinigung und seit 1925 Mitglied im Thüringischen Geologischen Verein.
Zu Ehren von Julius Böttcher wurde die Julius-Böttcher-Straße in Ohrdruf benannt.

## Schriften und Werke (Auswahl)
- Das Muschelkalkmeer um Ohrdruf. Druck von Hermann Lucas, 115 S., 15 Bildtafeln, Ohrdruf 1938
- Die Schichtenfolge des Oberen Muschelkalks bei Ohrdruf und ein paar seltene Versteinerungen. In: Beiträge zur Geologie von Thüringen, 5, Jena 1938, S. 54–56
- Versteinerungen des Oberen Muschelkalks bei Ohrdruf als aufschlußreiche Dokumente für die Geschichte des deutschen Muschelkalkmeeres. In: Beiträge zur Geologie von Thüringen, 5, Jena 1938, 2 Tafeln, S. 99–105
- Die Geschichte Ohrdrufs; herausgegeben vom Rat der Stadt Ohrdruf:
  - Teil 1: Die Erd-, Ur- und Frühgeschichte unserer Heimat bis zum Jahre 1000; 1955.
  - Teil 2: Die Entwicklung des Ohra-Dorfes zur Stadt der Ackerbürger und Handwerker und zur Gräflich-Gleichenschen Residenz 1000–1650; 1956.
  - Teil 3: Ohrdruf, die Hauptstadt der Grafschaft Obergleichen befreit sich von der Fürstlichen Hohenlohischen Regierung 1650–1850; 1957.
  - Teil 4: Die Kreishauptstadt Ohrdruf wird durch Bahnanschluss Fabrikstadt 1850–1900; 1960.